# Kazimierz Karawaj
Kazimierz Karawaj (ur. 8 marca 1932 w Jałówce, zm. 14 marca 2016 w Mysłowicach) – polski działacz samorządowy i architekt, w latach 1976–1990 prezydent Mysłowic.

## Życiorys
Syn Jana i Zofii. Z wykształcenia magister inżynier architekt. Zasadał w Miejskiej Radzie Narodowej w Mysłowicach, od 1972 pełnił funkcję wiceprzewodniczącego jej prezydium. Po przekształceniu tej funkcji od grudnia 1973 był pierwszym zastępcą naczelnika miasta, a od czerwca 1975 – zastępcą prezydenta. Od 15 lipca 1976 do 19 czerwca 1990 pozostawał ostatnim komunistycznym prezydentem Mysłowic. W III RP zajął się m.in. prowadzeniem zakładu usług projektowych.
Zmarł po długiej chorobie. 19 marca 2016 pochowany na Cmentarzu przy Parafii Najświętszego Serca Pana Jezusa w Mysłowicach.